# Yara-ma-yha-who
Der Yara-ma-yha-who ist ein Fabelwesen der australischen Aborigines. Es handelt sich dabei um ein humanoides Wesen von weniger als einem Meter Körpergröße. Es besitzt eine rote Haut und ein kurzes rotes Fell, außerdem einen runden, vorgewölbten Bauch sowie einen großen Kopf mit leuchtend-roten Augen. Der Mund ist überdimensional groß. Es besitzt keine Zähne und verschluckt seine Beute im Ganzen oder saugt ihm ähnlich wie ein Vampir das Blut aus. Zum Festhalten dienen Saugnäpfe an den Fingern.
Der Sage nach lebt der Yara-ma-yha-who in Feigenbäumen und soll sich aus diesen auf seine Opfer fallen lassen, meist streunende Kinder, die unter den Bäumen rasten. Dem Opfer soll so viel Blut entnommen werden, dass es ohnmächtig werden soll, jedoch nicht stirbt, erst später soll es dann im Ganzen geschluckt werden. Danach soll das Wesen eine Menge Wasser zu sich nehmen. Ein Kind, welches sich nicht wehrt, soll die Chance haben, wieder ausgespuckt zu werden und so weiter zu leben, ein sich wehrendes Kind soll erneut verschluckt werden. Menschen, die mehrfach geschluckt werden, sollen sich selbst in einen Yara-ma-yha-who verwandeln, indem sie von Mal zu Mal haariger und kleiner werden.